# Anaplasma
Genre
Anaplasma est un genre de très petites bactéries intracellulaires à Gram négatif, proches des genres Ehrlichia et  Wolbachia au sein de la famille des Ehrlichiaceae (anc. Anaplasmataceae). Elles se trouvent dans les plaquettes sanguines et provoquent des  anaplasmoses. La maladie se rencontre principalement dans les zones tropicales.

## Cycle de vie
Les Anaplasma ont besoin d'un hôte intermédiaire, une tique, (eg. Dermacentor) pour parvenir à maturité et des mouches comme vecteurs de transmission.

## Anaplasmoses
Une des principales conséquences de l'infection des plaquettes par anaplasmes  est une anémie hémolytique, due aux dommages subis par les cellules sanguines.

## Liste d'espèces
Selon la LPSN (7 avril 2025) ce genre comprend les espèces suivantes :
- Anaplasma caudatum (ex Kreier & Ristic 1963) Ristic & Kreier 1984
- Anaplasma centrale (ex Theiler 1911) Ristic & Kreier 1984
- Anaplasma marginale Theiler 1910 – espèce type
- Anaplasma ovis Lestoquard 1924
- Anaplasma phagocytophilum corrig. (Foggie 1949) Dumler et al. 2001

## Espèces
Les espèces suivantes présentent un intérêt pour le vétérinaire :
- A. marginale et A. centrale pour le bétail ;
- A. mesaeterum et A. ovis pour les moutons et les chèvres[1] ;
- A. phagocytophilum pour les chiens, les chats et les chevaux (voir Human granulocytic anaplasmosis).

L'espèce Anaplasma sparouinense est responsable d'une zoonose rare, l’anaplasmose de Sparouine, connue uniquement en Guyane,. Cette maladie a été découverte à la suite de l’infection d’un orpailleur vivant au cœur de la forêt tropicale humide. L’infection de ses globules rouges par Anaplasma sparouinense a entraîné une dégradation sévère de son état de santé et a nécessité son hospitalisation. Des souches d'Anaplasma génétiquement proches circulent parmi les tiques et des mammifères d’Amérique du Sud qui pourraient constituer les réservoirs naturels de l’infection.

## Génomes
Les génomes d'au moins trois espèces différentes dAnaplasma ont été séquencés.
Ces génomes sont d'environ 1.1 à 1.2 MB en taille et encodent de 925 à 1 335 protéines.